# Liste der Listen von Nationalräten nach Kantonen geordnet
Die Liste der Listen von Nationalräten nach Kantonen geordnet listet alle Listen der Nationalräte der Schweizerischen Eidgenossenschaft seit Gründung des Bundesstaates im Jahr 1848 bis heute auf, geordnet nach Kantonen und Legislaturperioden.
- Liste der Nationalräte des Kantons Aargau
- Liste der Nationalräte des Kantons Appenzell Ausserrhoden
- Liste der Nationalräte des Kantons Appenzell Innerrhoden
- Liste der Nationalräte des Kantons Basel-Landschaft
- Liste der Nationalräte des Kantons Basel-Stadt
- Liste der Nationalräte des Kantons Bern
- Liste der Nationalräte des Kantons Freiburg
- Liste der Nationalräte des Kantons Genf
- Liste der Nationalräte des Kantons Glarus
- Liste der Nationalräte des Kantons Graubünden
- Liste der Nationalräte des Kantons Jura
- Liste der Nationalräte des Kantons Luzern
- Liste der Nationalräte des Kantons Neuenburg
- Liste der Nationalräte des Kantons Nidwalden
- Liste der Nationalräte des Kantons Obwalden
- Liste der Nationalräte des Kantons St. Gallen
- Liste der Nationalräte des Kantons Schaffhausen
- Liste der Nationalräte des Kantons Schwyz
- Liste der Nationalräte des Kantons Solothurn
- Liste der Nationalräte des Kantons Tessin
- Liste der Nationalräte des Kantons Thurgau
- Liste der Nationalräte des Kantons Uri
- Liste der Nationalräte des Kantons Waadt
- Liste der Nationalräte des Kantons Wallis
- Liste der Nationalräte des Kantons Zug
- Liste der Nationalräte des Kantons Zürich

- Liste der Mitglieder des Schweizer Nationalrats in der 49. Legislaturperiode
- Liste der Mitglieder des Schweizer Nationalrats in der 50. Legislaturperiode
- Liste der Mitglieder des Schweizer Nationalrats in der 51. Legislaturperiode